# Echium sabulicola
La viperina delle spiagge (Echium sabulicola Pomel, 1874) è una pianta della famiglia delle Boraginacee.

## Descrizione
È una pianta erbacea biennale, alta 20–50 cm.
Il fusto, eretto, è ricco di setole biancastre tubercolate.
Le foglie basali, ovate, e quelle cauline, lanceolate o spatolate, sono lunghe sino a 5 cm, anch'esse ricche di setole.
I fiori, riuniti in infiorescenze più o meno ramificate, presentano una corolla inizialmente roseo-violacea, che diviene blu-purpurea a maturazione.
Fiorisce alla fine di aprile e, con tempo favorevole, in autunno.

## Distribuzione e habitat
È nativa nelle aree sabbiose della regione occidentale e meridionale del bacino del Mediterraneo: dal Nord Africa, alla Spagna occidentale, comprese le isole Baleari, alla Francia meridionale, comprea la Corsica e all'Italia meridionale. La sua presenza in Italia è limitata a Puglia, Calabria, Sicilia e Sardegna
La pianta richiede abbondanza di sole e periodi secchi prolungati.